# Hellmuth von Mücke
Hellmuth von Mücke (Zwickau, 25. lipnja 1881. -  Ahrensburg, 30. srpnja 1957.) je bio njemački kapetan i vojni zapovjednik. Tijekom Prvog svjetskog rata obnašao je dužnost prvog časnika lake krstarice SMS Emden.

## Obitelj
Helmuth von Mücke je rođen 25. lipnja 1881. u Zwickauu. Sin je Kurtha von Mückea, inače satnika u saskoj vojsci, i Luise von Mücke rođ. Alberti. Mückeova obitelj dobila je plemićki naslov 1806. od strane cara Franje II., te potječe iz Lužica. Mückeov otac Kurth sudjelovao je u Prusko-francuskom ratu u kojemu je i ranjen, te je preminuo 1886. godine. Majka Luise, koja je inače potjecala iz stare bremenske obitelji trgovaca, nakon smrti Hellmuthova oca se ponovno udala. Kurth i Luise von Mücke su, uz Hellmutha, imali još dva sina Kurta i Fritza.

## Vojna karijera
Mücke je gimnaziju pohađao u Dresdenu, te je nakon završetka iste, travnju 1900., kao kadet stupio u njemačku mornaricu. Raspoređen je na školski brod SMS Charlotte gdje je prošao temeljnu obuku. Istu završava u travnju 1901., nakon čega od svibnja pohađa Pomorsku akademiju u Kielu. Po završetku iste od listopada 1902., raspoređen je na službu na bojni brod SMS Kaiser Friedrich III. Na navedenom brodu služi godinu dana, do listopada 1903., kada je premješten na službu na laki krstaš SMS Nymphe gdje obnaša dužnost časnika za osmatranje. Od listopada 1904. nalazi se na službi u Školi za torpedne čamce u Kielu, nakon čega je u travnju 1907. imenovan prvim časnikom 3. flotile torpednih čamaca. U travnju 1908. postaje zastavnim časnikom u Izviđačkoj eskadri, da bi potom od listopadu 1908. služio kao časnik u 1. flotili torpednih čamaca. U travnju 1911. postaje zapovjednikom torpednog čamca S 149, nakon čega od listopada 1912. zapovijeda satnijom u Mornaričkoj diviziji u Wilhelmshavenu.

## SMS Emden
U listopadu 1913. Mücke je imenovan navigacijskim časnikom lake krstarice SMS Emden koja se u sastavu Istočnoazijske eskadre nalazila u njemačkom protektoratu Tsingtao. Njemačku je parobrodom Prinzess Alice napustio 13. listopada 1913. da bi 1. prosinca stigao u Šangaj, te preuzeo dužnost navigacijskog časnika. Dužnost navigacijskog časnika obnaša do lipnja 1913. kada postaje prvim časnikom SMS Emdena kojim je zapovijedao kapetan Karl von Müller.

Nakon izbijanja Prvog svjetskog rata SMS Emden se nalazio u Tsingtaou. Iz Tsingtaoa je isplovio 31. srpnja 1914., te je već 4. kolovoza presreo ruski parobrod Rjasan. Navedeni brod prepraćen je u Tsingtao što je bio prvi njemački pomorski trofej u Prvom svjetskom ratu. Ubrzo je međutim, SMS Emden ponovno isplovio iz Tsingtaoa, te se na Marijanskim otocima našao s glavninom Istočnoazijske eskadre kojom je zapovijedao Maximilian von Spee.
Tijekom konferencije na otoku Pagan odlučeno je da se jedna laka krstarica odvoji od eskadre i uputi u Indijski ocean kako bi remetila trgovačke putove na njemu, te istodobno skrenula pozornost s glavne eskadre koja se uputila prema domovini. Navedeni plan je prihvaćen, te je provedba istog povjerena SMS Emdenu. Idućih tjedana SMS Emden je počeo potapati britanske i savezničke trgovačke brodove koji su u stotinama bez pratnje plovili Indijskim oceanom. Uspio je u potpunosti poremetiti plovidbu, te su protiv njega upućene znatne britanske, francuske i ruske snage sa zadatkom njegovog zaustavljanja.
Nakon što je 28. listopada 1914. uspješno napao Penang, Müller je odlučio napasti Kokosove otoke, te uništiti radio stanicu koja se tamo nalazila i koordinirala potragu za njim. SMS Emden je pred Kokosove otoke došao 9. studenog 1914., te je Müller, s obzirom na to da oko njih nije bilo britanskih brodova, odlučio da na otok Direction iskrca 50-ak mornara pod zapovjedništvom Mückea sa zadatkom uništenja radio stanice. Odmah po dolasku Emdena radio stanica je poslala poruku koju je primila britanska laka krstarica HMS Sydney koja se nalazila na udaljenosti 52 nautičke milje (96 km) od otočja. Na SMS Emdenu su presreli poruku radio stanice, ali su pogrešno smatrali da je britanski brod nalazi udaljen 250 nautičkih milja (460 km), te da Mücke ima dovoljno vremena da uništi radio stanicu. Nakon što se HMS Sydney pojavio pred otokom Direction, Müller je sa SMS Emdenom pokušao pobjeći, ali je u dvosatnoj bitci prisiljen nasukati brod na otok North Keeling, te se predati. Mücke je s 53 mornara ostao na otoku Direction, te je svjedočio uništenju i nasukavanju Emdena shvativši da od istog neće biti moći biti spašen.

## Povratak u Njemačku
Nakon što se HMS Sydney udaljio, Mücke je odlučio da se ne preda već da što prije napusti otok. Zaplijenio je škunu Ayesha koja se nalazila u izuzetno lošem stanju, te se bez ikakvih pomorskih mapa uputio prema Sumatri. Usprkos lošem stanju Ayeshe koja je propuštala vodu, uspio je sa svojim mornarima 22. studenog 1914. doploviti do Padanga na zapadnoj obali Sumatre. Tu je saznao da je Osmansko Carstvo ušlo u rat na strani Njemačke, te se odlučio vratiti se u domovinu preko Arabije i Turske. Uspio je organizirati preko njemačkog konzula susret s njemačkim teretnim brodom Choising s kojim se 14. prosinca 1914. susreo na otvorenom moru. Mücke se s posadom prešao na teretnjak, dok je Ayesha potopljena.

S teretnim brodom Choising doplovio je do Hudaide (sada u Jemenu) s ciljem da dostigne Hedžasku željeznicu koja je izgrađena početkom 20. stoljeća, te je povezivala sjeverni i južni dio Arapskog poluotoka. Došavši u Hudaide saznao je međutim, da je zbog ustanka Arapa linija željeznice u prekidu zbog čega se uputio u Sanu. U Sani je međutim, imao malu podršku osmanskih vlasti jer je osmanski vojni guverner očekivao da će mu njemačka posada pomoći u suzbijanju arapskih nemira. Mücke je to odbio, te je putovanje nastavio nakon dva mjeseca povratkom u Hudaidu. U Hudaidi je organizirao dva jedrenjaka (dhowa) te se Crvenim morem uputio na sjever. Kako bi izbjegao savezničke brodove plovio je uz obalu, ali je tijekom putovanje jedan jedrenjak potonuo. Posadu je spasio drugi jedrenjak, te koji je 18. ožujka 1915. dostigao regiju Džeda gdje je pristao. Tu je upoznao turskog generala koji se bojeći se za svoje posjede zbog arapskog ustanka odlučio pridružiti. Organizirane su deve kao i vodiči, te se karavana uputila prema Meki.
Tijekom putovanja prema Meki karavana je napadnuta od strane bedouina, koji su odbijeni uz pomoć strojnica, ali su tom prilikom poginula tri mornara. Abudullah, sin emira od Meke, ponudio im je zaštitu, ali je Mücke imao osjećaj da je više zarobljenik nego gost. Kada je Abdullah nakratko otišao u Meku, Mucke je to iskoristio, te se zajedno s posadom na jedrenjaku uputio Crvenim morem prema sjeveru. Dana 29. travnja 1915. iskrcali su se na sjevernom dijelu Crvenog mora kod El Wega, te su se uputili prema unutrašnjosti kako bi pronašli Hedžasku željeznicu. Nakon nekoliko dana, kada su gotovo već izgubili svaku nadu naišli su na željeznicu, te su se u oazi Al-Ula uputili prema Konstantinopolu. Mücke je u Konstantinopol doputovao 23. svibnja 1915. s posadom od 49 mornara. Početkom lipnja 1915. s posadom je stigao u Njemačku gdje je primio mnogobrojna priznanja i odlikovanja.

## Do kraja rata
Tijekom 1915. Mücke je napisao i objavio dvije knjige Emden i Ayesha. Obje knjige prevedene su za američko tržište na engleski jezik. Te iste godine oženio se s Carlom Fincke koju je u Baltimoru kao američko siroče posvojila njemačka obitelj trgovaca koja je sada živjela u Njemačkoj. S Carlom je tijekom braka imao šestoro djece i to sinove Kurta Helmuta, Dirka i Björna, te kćeri Ursulu, Ortrud i Helgu. 
Nakon povratka imenovan je zapovjednikom 15. flotile torpednih čamaca koju dužnost je obnašao do siječnja 1916. Od siječnja 1916. obnaša dužnost zapovjednika riječne flotile na Eufratu i to studenog te iste godine kada je premješten na službu u Admiralitet. Tu se nalazi do ožujka 1917. kada je imenovan zapovjednikom Dunavske pomoćne flotile koju dužnost obnaša do kolovoza te iste godine kada je imenovan navigacijskim časnikom na bojnom krstašu SMS Derfflinger. U svibnju postaje zapovjednikom 1. odreda 2. flotile torpednih čamaca koju dužnost obnaša do kraja rata. U kolovozu 1919. umirovljen je s činom kapetana korvete.

## Weimarska Republika
Mücke je kao i većina njemačkih časnika bio ogorčen Versailleskim mirovnim sporazumom i ograničenjima koji je isti nametao Njemačkoj. Simpatizirao je konzervativne političke pokrete, te se 1918. pridružio Njemačkoj nacionalnoj narodnoj stranci koja se zalagala za restauraciju monarhije. Međutim, već u proljeće 1919. napušta tu stranku, te u Greifswaldu osniva Mückeovu federaciju (Mücke-Bund) koja je imala nacionalno-socijalni karakter, a koja organizacija se raspala nakon nekoliko godina. U tom razdoblju živio je s obitelji u Eldeni blizu Greifswalda i to od predavanja koje je održavao na području cijele Njemačke. U siječnju 1921. pristupa  Nacionalsocijalističkoj njemačkoj radničkoj stranci, te se posvećuje jačanju njezine organizacije u Dresdenu u koji se zajedno s obitelji preselio 1922. godine. Kao kandidat Nacionalsocijalističke stranke izabran je 1926. u saski zemaljski parlament. Međutim, već nakon godine dana podnio je ostavku nezadovoljan radom predsjednika parlamenta. Razočaran Hitlerom i građenjem njegovog kulta ličnosti, kao i cijelom Nacionalsocijalističkom strankom 1929., napušta stranku, te prihvaća pacifizam. Seli se u Wyk na sjevornomorskom otoku Föhr gdje intenzivno piše, te predaje.

## Treći Reich
Nakon dolaska nacista na vlast 1933. zabranjeno mu je pisati predavati jer je njegovo pisanje ocijenjeno kao boljševičko. Tijekom 1937. i 1939. dva puta je uhićivan, te zatvaran u koncentracijske logore u Kielu i Hamburgu. Kuću u Wyku nije mogao zadržati, te je ista prodana na dražbi. Preselio se u Ahrensburg blizu Hamburga gdje je pisao o izgradnji nasipa i zaštiti obale. Po izbijanju Drugog svjetskog rata dobrovoljno se prijavio u ratnu mornaricu, ali je odbijen jer je bio politički nepouzdan. Odbijen mu je i zahtjev da emigrira u Čile jer je njegovo djelovanje u inozemstvu ocijenjeno kao nepoželjno. Tijekom Drugog svjetskog rata Mückeov najstariji sin Kurt Hellmuth pogiba na Istočnom bojištu.

## Nakon završetka rata
Po završetku Drugog svjetskog rata Mücke je i dalje predstavljao svoja pro-komunistička i pacifistička gledišta. Iako priznat kao žrtva progona nacističkog režima, nije dobio bilo kakvu nadoknadu ili kompenzaciju. Pridružuje se Udruženju žrtva nacističkog režima, te se 1952. ponovno politički aktivira protiveći se ponovnom naoružavanju Savezne Republike Njemačke. Političko djelovanje dovelo ga je ponovno od udar vlasti tako da je početkom 1957. protiv njega pokrenut kazneni postupak. Kraj istog nije međutim, dočekao jer je zbog zatajenja srca preminuo 30. srpnja 1957. u 77. godini života u Ahrensburgu gdje je i pokopan.

## Vanjske poveznice
(njem.) Hellmuth von Mücke na stranici Deutsche-biographie.de

(njem.) Hellmuth von Mücke na stranici Bordgemeinschaft der Emdenfahrer.de[neaktivna poveznica]

(njem.) Hellmuth von Mücke r na stranici Sächsische Biografie.de